# Mount Andrus
Mount Andrus är ett berg i Antarktis. Det ligger i Västantarktis. Inget land gör anspråk på området. Toppen på Mount Andrus är 2 526 meter över havet.
Terrängen runt Mount Andrus är kuperad åt nordost, men åt sydväst är den bergig. Trakten är obefolkad. Det finns inga samhällen i närheten.